# Antvorskov

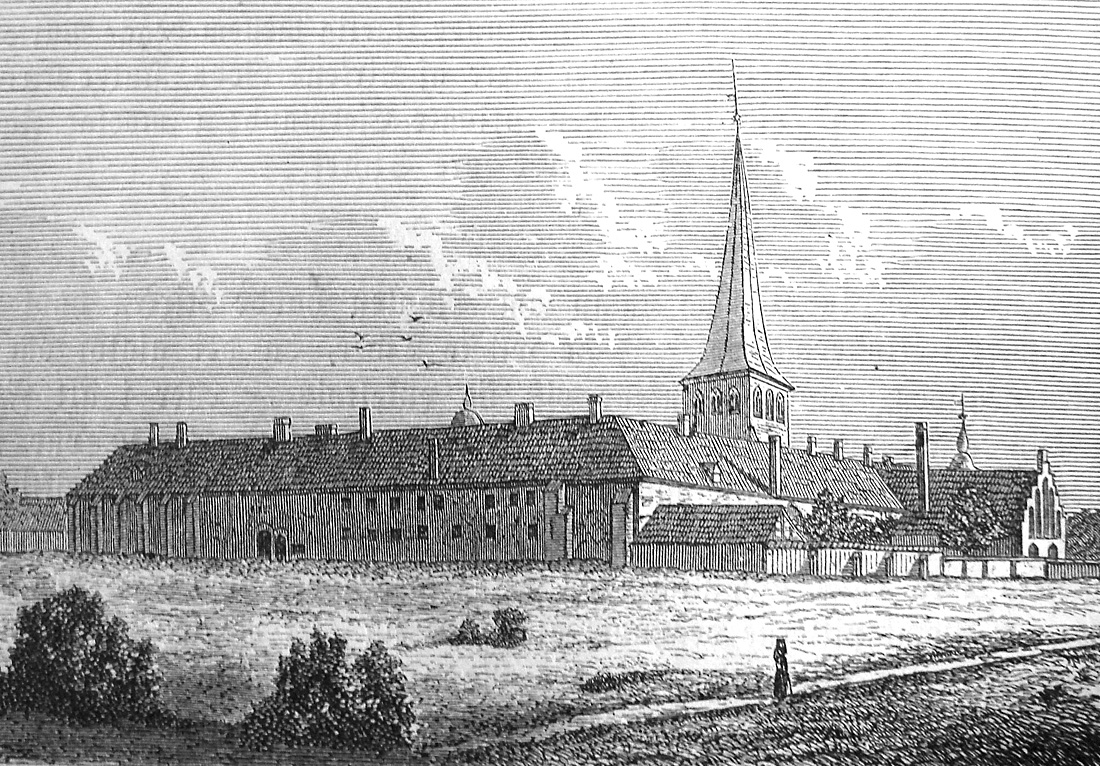
Monasterio de Antvorskov, 1749

El Monasterio de Antvorskov (en danés: Antvorskov Kloster ) fue el principal monasterio escandinavo de la Orden Católica de San Juan de Jerusalén, situado aproximadamente a un kilómetro al sur de la ciudad de Slagelse en Selandia, Dinamarca. 
Sirvió como sede escandinava de la Orden, conocida también como «los Hospitalarios», y el prior de Antvorskov dependía directamente del gran oficial de la Orden en Alemania, del Gran Maestre de la Orden en Rodas (y, más tarde, en Malta), y del Papa. Como resultado, Antvorskov era una de las casas monásticas más importantes de Dinamarca. Antes de la Reforma, su prior también formaba parte del Consejo del Reino (Rigsrådet). 

## Historia

### Caballeros Hospitalarios

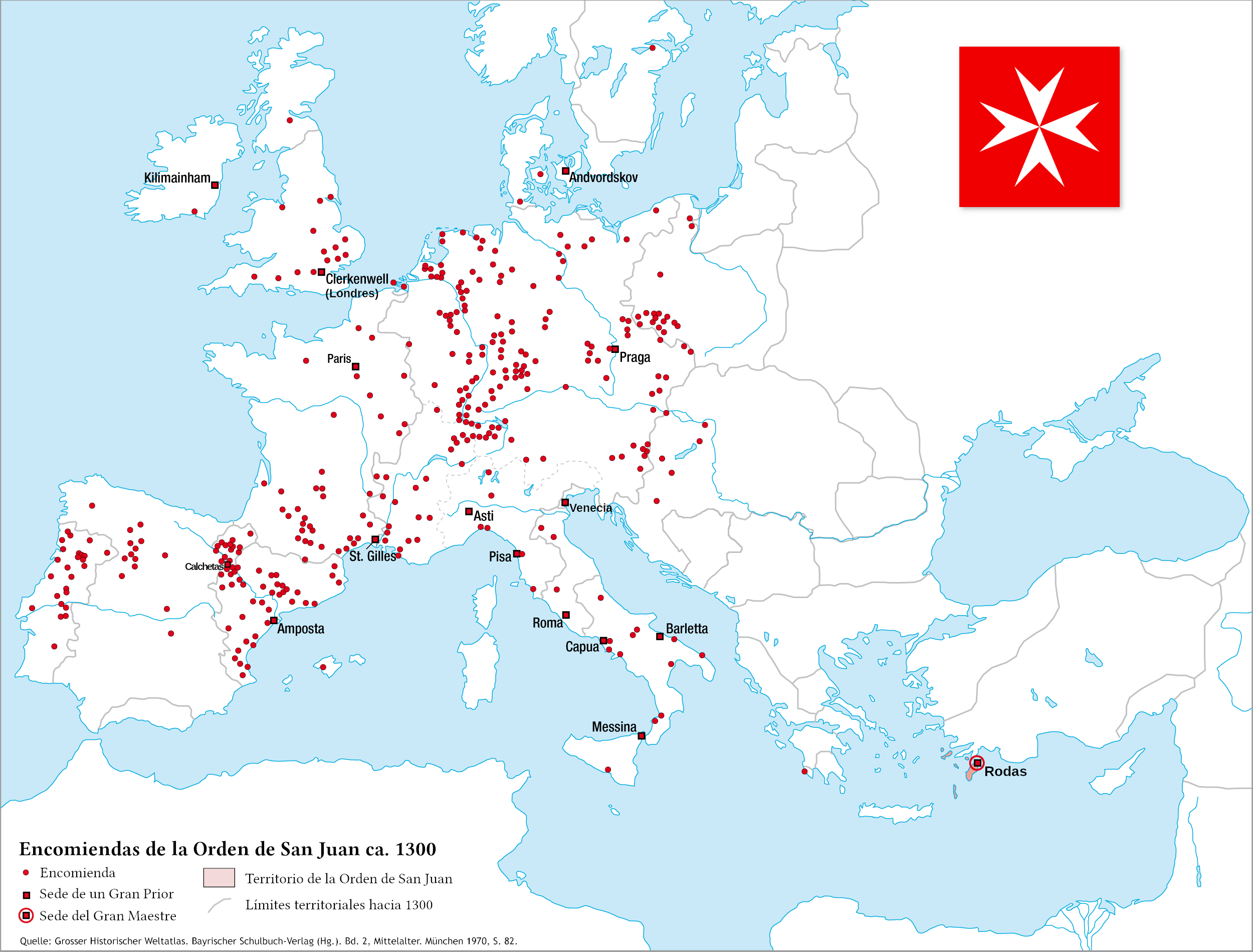
Mapa de las encomiendas de la Orden de San Juan en 1300

En 1165, el rey danés Valdemar el Grande, caballero honorario de San Juan, donó a la Orden tierras en Antvorskov. El monasterio (en danés, kloster) se construyó poco después, en tiempos del arzobispo Eskil. Con el fin de albergar a los peregrinos que se dirigían a Tierra Santa, se construyeron el monasterio madre de Rodas y otro monasterio en Chipre. Las casas filiales, como la de Antvorskov, enviaban los beneficios de sus propiedades al monasterio de Rodas. Con el tiempo, sin embargo, especialmente tras el colapso de los reinos cruzados en Palestina, la Orden se centró más en ayudar a la población local, especialmente a los enfermos de lepra, que no era infrecuente en la Europa medieval.
En los siglos XIII y XIV, el monasterio se convirtió en uno de los principales terratenientes del país. Muchas personas que se acercaban a la muerte y deseaban retirarse del mundo para llevar una vida casi religiosa donaban parte o la totalidad de sus bienes al monasterio. Muchas familias donaban propiedades para comprar oraciones a perpetuidad para sus parientes fallecidos o para comprar lugares de enterramiento dentro de la iglesia de la abadía.
A pesar de las vastas propiedades vinculadas al monasterio, el gobierno central de la Orden en Rodas (y, más tarde, en Malta) reprimía con frecuencia a Antvorskov por no enviar el excedente requerido a la casa madre. Con el tiempo, Antvorskov llegó a poseer granjas y tierras por toda Dinamarca e incluso en Rügen, donde se estableció una abadía filial en Maschenholt en 1435.
La lista de priores es larga, pero destacan algunos nombres. Henrik de Hohenscheid fue consejero de los reyes daneses Erik V y Erik VI, quienes otorgaron al monasterio numerosas posesiones lucrativas. Jep Mortensen reconstruyó el monasterio entre 1468 y 1490, y añadió una nueva capilla anexa a la iglesia abacial. Eskil Thomesen, el último prior católico, recibió permiso para llevar los ornamentos de un obispo y desempeñar las funciones episcopales sin haber sido ordenado.

### Secularización
Thomesen se opuso a la introducción de la enseñanza luterana y fue el responsable de enviar a Hans Tausen, que vivía en el monasterio, a prisión en Viborg por enseñar la «herejía» luterana en el sermón del Viernes Santo de 1525 que desencadenó la Reforma en Dinamarca. Thomesen se negó a ratificar la elección de Cristián III como rey de Dinamarca en 1534, ya que se oponía ferozmente a él. Cuando el conde Cristóbal de Oldenburgo fracasó en su intento de restituir a Cristián II como rey, Cristián III persiguió tanto a Thomesen como a la institución monástica. El rey exigió dinero al monasterio para saldar la deuda que había contraído al asegurar su elección al trono. 

### Castillo real
Tras la Reforma, el complejo monástico se convirtió en residencia real. En 1585, se declaró ilegal el uso del nombre «Abadía de Antvorskov» para referirse a la propiedad, que pasó a llamarse «Castillo de Antvorskov» (en danés, Antvorskov Slot). Federico II murió en Antvorskov en 1588. La esposa de Federico IV fue creada condesa de Antvorskov, pero a su muerte las propiedades volvieron a la corona. En 1717, el castillo se convirtió en punto de escala del ejército danés durante un tiempo, y alojó tropas. La iglesia abacial volvió a abrir sus puertas en 1722.

### Disolución
En 1774, la propiedad fue vendida como propiedad privada a Georg Ditlev Frederik Köes, quien ordenó derribar la iglesia y utilizar los materiales para reconstruir su señorío en Falkenstein. En 1774, las tierras de Anvorskov se dividieron en nueve grandes fincas, que pasaron a manos de familias nobles locales. En 1799, el ministro de Estado Bruun compró la finca restante, la dividió en cuatro parcelas y las vendió. Varios de los enseres del monasterio se trasladaron a la cercana iglesia de San Pedro, entre ellos un altar y una pila bautismal. 
Se derrumbaron los restos del complejo monástico, visitado por daneses y otros como pintoresco recuerdo de un pasado lejano; en su autobiografía, Hans Christian Andersen, por ejemplo, menciona excursiones a las ruinas del monasterio. Anvorskov también aparece en Un collar de perlas, de Hans Christian Andersen. En 1816, los últimos edificios antiguos se encontraban en un estado de deterioro desesperante y fueron derribados. En 1888, el Museo Nacional excavó las ruinas encontradas en la propiedad, que pueden verse en el edificio del museo en Kongevejen, 4200 Slagelse.

### Citas
1. ↑  «Johanniterordenens historie: En introduktion». Johanniterordenen - Johanniterhjælpen (en da-DK). Consultado el 21 de julio de 2020.
2. ↑  Trap, J.P. (1898). Kongeriget Danmark: Frederiksborg Kjøbenhavns Holbæk Sorø og Præstø Amter (en danés) 2 (3rd edición). Copenhagen: G.E.C. GAD. p. 674.
3. ↑  Antvorskov Slot.dk.bygning/Antvorskov
4. ↑  «Antvorskov Kloster». Den Store Danske (en danés). Consultado el 21 de julio de 2020.
5. ↑  «Om kirken». Sct Peders Kirke (en danés). Folkekirken. Consultado el 21 de julio de 2020.